# UBTG – Ал-Хобар/DIC-2
UBTG – Ал-Хобар/DIC-2 – газопровід на сході Саудівської Аравії, який забезпечує живлення індустріальних споживачів.
В 1982 році південніше від Даммаму стала до ладу ТЕС Ал-Хобар, основним паливом якої є природний газ. Для подачі останнього проклали відгалуження від системи Утманія – Беррі, яке має довжину 43 км, при цьому 21 км виконаний в діаметрі 650 мм, тоді як для 22 км обрали діаметр 700 мм.
В 2010-х роках у Ал-Хобарі розпочали спорудження потужних опріснювальних установок, з огляду на що в 2013-му проклали другу нитку газопроводу довжиною 43 км та діаметром 600 мм.
Там же, де від UBTG відходять газопроводи до Ал-Хобару, бере початок  трубопровід DM2FG-1 довжиною 17,5 км та діаметром 400 мм (втім, його траса одразу відхиляється від коридору до Ал-Хобару та прямує північніше). Завданням DM2FG-1, який ввели в дію у 2007 році, є забезпечення споживачів індустріальної зони Dammam Second Industrial City (DIC-2), де, зокрема, працює завод прямого відновлення заліза компанії Al Ittefaq Steel. 